# Iphiaulax bruchi
Iphiaulax bruchi är en stekelart som först beskrevs av Blanchard 1943.  Iphiaulax bruchi ingår i släktet Iphiaulax och familjen bracksteklar. Inga underarter finns listade i Catalogue of Life.